# Brandende liefde (film)
Brandende liefde is een Nederlandse film uit 1983 van Ate de Jong en is verfilmd naar de roman Brandende liefde van Jan Wolkers. Hij heeft als internationale titel Burning Love. De titelsong werd gezongen door Johnny Lion. De film werd opgenomen in Villa Betty in Amsterdam. 400.000 mensen bezochten de film.
De film kreeg zeer wisselende kritieken. Het Algemeen Dagblad sprak van "een sprankelende film met blijmoedige en humoristisch werkende accenten". De Telegraaf noemde de productie "een zinloze poging het succes van Turks Fruit te herhalen. Alles wat de mens kan uitscheiden, komt naar buiten, af en toe onderbroken door een droge wind".

## Verhaal
Samen met zijn vriend Kees studeert Jan Bosman aan de academie voor beeldende kunsten. Deze ziet zijn carrière helemaal zitten en volgt zelfs een cursus Frans bij mademoiselle Bonnema, een pinnige, alleenstaande dame die met haar vader in een oude villa woont, om de stap naar een internationale doorbraak te kunnen zetten. Jan probeert haar helemaal in te palmen door daarbij nog klusjes voor haar op te knappen in en om het huis en zelfs op haar demente vader te passen. Want mevrouw heeft ook een stem in het toekennen van beurzen voor de befaamde academie in Parijs. Jan mag bij haar intrekken zodat hij nog beter voor meneer Bonnema kan zorgen. In het huis woont ook een violist, samen met zijn vrouw Anna, met wie Jan het al gauw goed kan vinden.

## Rolverdeling
| Acteur             | Personage              |
| ------------------ | ---------------------- |
| Monique van de Ven | Anna                   |
| Peter Jan Rens     | Jan Bosman (beeld)     |
| Kees Prins         | Jan Bosman (stem)      |
| Ellen Vogel        | Mademoiselle Bonnema   |
| Siem Vroom         | Vader Bonnema          |
| Berend Boudewijn   | Louis Laman            |
| Huub van der Lubbe | Kees van de Plasse     |
| Hetty Blok         | executeur-testamentair |

## Trivia
- In de film verschijnt Marc Klein Essink in een van zijn eerste rollen.
- Bij de eindmontage werd besloten om Kees Prins alle teksten van Peter Jan Rens opnieuw te laten inspreken, waardoor Rens' stem in de film niet te horen is.